# Шрипур (город, Магура)
Шрипур или Срипур (бенг. শ্রীপুর, англ. Sreepur) — город на западе Бангладеш, административный центр одноимённого подокруга. Площадь города равна 3,11 км². По данным переписи 2001 года, в городе проживало 4152 человека, из которых мужчины составляли 51,13 %, женщины — соответственно 48,87 %. Плотность населения равнялась 1335 чел. на 1 км². Уровень грамотности населения составлял 42,4 % (при среднем по Бангладеш показателе 43,1 %). 